# Tunbridge (Vermont)
Tunbridge ist eine Town im Orange County des Bundesstaates Vermont in den Vereinigten Staaten mit 1337 Einwohnern (laut Volkszählung von 2020).

## Geografie

### Geografische Lage
Tunbridge liegt im Süden des Orange Countys. Auf dem Gebiet der Town befinden sich keine Seen. Der White River mit seinen Nebenflüssen durchfließt die Town in südöstlicher Richtung, er mündet in den Connecticut River. Die Oberfläche ist hügelig. Die höchste Erhebung ist der 575 m hohe, im Nordwesten gelegene Tunbridge Hill.

### Nachbargemeinden
Alle Entfernungen sind als Luftlinien zwischen den offiziellen Koordinaten der Orte aus der Volkszählung 2010 angegeben.
- Norden: Chelsea, 8,0 km
- Nordosten: Vershire, 17,8 km
- Osten: Strafford, 13,7 km
- Südosten: Sharon, 6,7 km
- Süden: Royalton, 8,5 km
- Südwesten: Bethel, 23,4 km
- Westen: Randolph, 15,0 km
- Nordwesten: Brookfield, 12,1 km

### Klima
Die mittlere Durchschnittstemperatur in Tunbridge liegt zwischen −9,44 °C (15 °Fahrenheit) im Januar und 18,3 °C (65 °Fahrenheit) im Juli. Damit ist der Ort gegenüber dem langjährigen Mittel der USA um etwa 9 Grad kühler. Die Schneefälle zwischen Mitte Oktober und Mitte Mai liegen mit mehr als zwei Metern etwa doppelt so hoch wie die mittlere Schneehöhe in den USA. Die tägliche Sonnenscheindauer liegt am unteren Rand des Wertespektrums der USA, zwischen September und Mitte Dezember sogar deutlich darunter.

## Geschichte

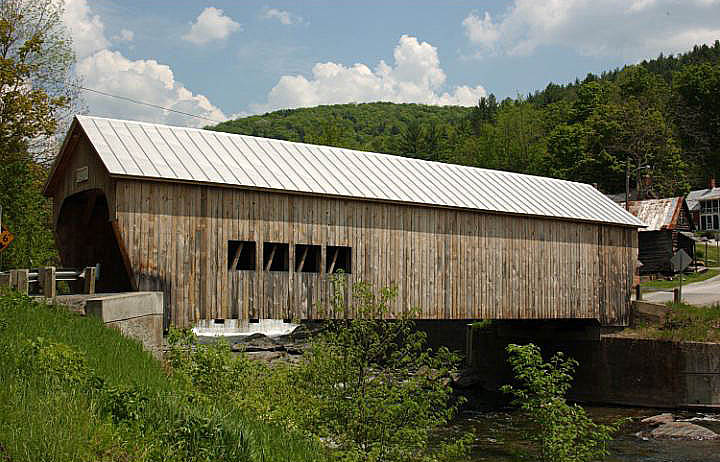
Mill Covered Bridge

Benning Wentworth vergab den Grant für Tunbridge am 3. September 1761 an Abraham Root, Obeiah Noble und weitere Landspekulanten. Benannt wurde die Town nach William Nassau-de-Zuylestein, 4. Earl of Rochford. Die Besiedlung startete 1771, erste Siedler waren James Lyon und Moses Ordway mit ihren Familien. Weitere Siedler folgten. Die ersten Siedler stammten aus New Hampshire. Beim „Burning of Royalton“ am 16. Oktober 1780 zogen etwa 300 Indianer auch durch Tunbridge und machten Gefangene in der Town. Organisiert wurde die Town auf der konstituierenden Versammlung im März 1786.
Seit 1867 findet in Tunbridge regelmäßig die Tunbridge World’s Fair statt. Sie geht zurück auf die Satzung der Town, die zwei jährliche Messen für die Town vorgesehen hat, sobald die Town fünfzig Familien zählte.

### Einwohnerentwicklung
| Jahr      | 1700 | 1710 | 1720 | 1730 | 1740 | 1750 | 1760 | 1770 | 1780 | 1790 |
| --------- | ---- | ---- | ---- | ---- | ---- | ---- | ---- | ---- | ---- | ---- |
| Einwohner |      |      |      |      |      |      |      |      |      | 487  |
| Jahr      | 1800 | 1810 | 1820 | 1830 | 1840 | 1850 | 1860 | 1870 | 1880 | 1890 |
| Einwohner | 1314 | 1640 | 2003 | 1920 | 1811 | 1786 | 1546 | 1405 | 1252 | 1011 |
| Jahr      | 1900 | 1910 | 1920 | 1930 | 1940 | 1950 | 1960 | 1970 | 1980 | 1990 |
| Einwohner | 885  | 918  | 907  | 903  | 882  | 774  | 743  | 791  | 925  | 1154 |
| Jahr      | 2000 | 2010 | 2020 | 2030 | 2040 | 2050 | 2060 | 2070 | 2080 | 2090 |
| Einwohner | 1309 | 1284 | 1337 |      |      |      |      |      |      |      |

## Wirtschaft und Infrastruktur

### Verkehr
Zentral in nordsüdlicher Richtung führt die Vermont State Route 110 durch die Town. Sie verläuft im Tal des White Rivers und folgt dem Flusslauf. In Tunbridge gibt es keinen Bahnhof, der nächste befindet sich in Randolph.

### Öffentliche Einrichtungen
Es gibt kein Krankenhaus in Tunbridge. Das Gifford Medical Center in Randolph ist das nächstgelegene Krankenhaus.

### Bildung

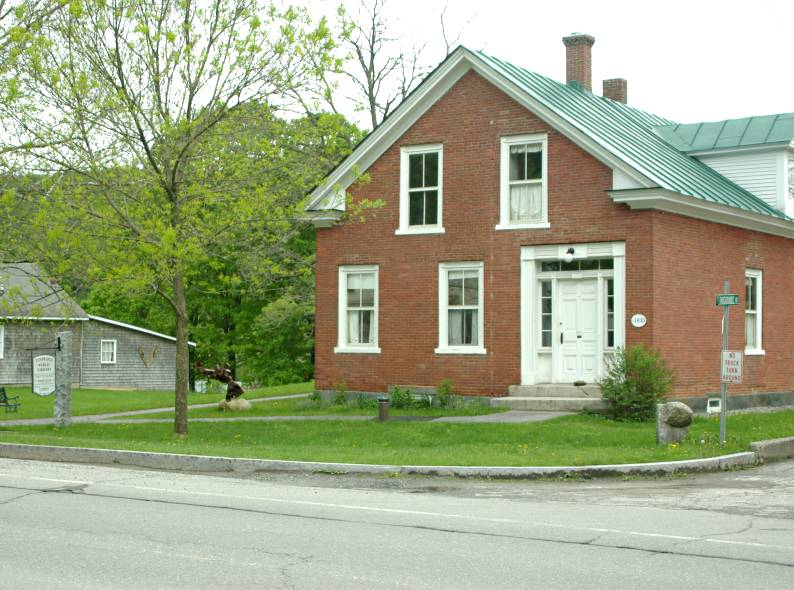
Tunbridge Library

Tunbridge gehört mit Bethel, Chelsea, Rochester, Sharon, Royalton und Stockbridge zur White River Valley Supervisory Union. In Tunbridge befindet sich die Tunbridge Central School.
In Tunbridge befindet sich die Tunbridge Public Library an der Vermont State Route 110.

## Persönlichkeiten

### Söhne und Töchter der Stadt
- David M. Camp (1788–1871), Politiker, Vizegouverneur des Bundesstaates Vermont
- Burnham Martin (1811–1882), Politiker, Vizegouverneur des Bundesstaates Vermont
- Fred Tuttle (1919–2003), Milchbauer, Schauspieler und republikanischer Kandidat für den Senat 1998